# Dobrogosty (województwo łódzkie)
Dobrogosty – wieś w Polsce położona w województwie łódzkim, w powiecie łęczyckim, w gminie Łęczyca.
Wieś arcybiskupstwa gnieźnieńskiego w powiecie łęczyckim województwa łęczyckiego w końcu XVI wieku. W latach 1975–1998 miejscowość administracyjnie należała do województwa płockiego. Wieś położona jest na malowniczym terenie Pradoliny Warszawsko-Berlińskiej. We wsi znajduje się Ochotnicza Straż Pożarna.